# Формазин
Формазин — полимер, применяемый для измерения мутности воды.
Мутность воды определяется фотометрическим способом при помощи сравнения с эталонными взвесями. Исторически использовалась взвесь каолина; современные методы используют формазин. Мутность воды при этом выражается в единицах мутности по формазину (ЕМФ, FTU).

## Состав и изготовление
Формазин производится с помощью реакции сульфата гидразина и гексаметилентетрамина. В ходе реакции формальдегид из гексаметилентетрамина реагирует с гидразином из сульфата гидразина с образованием, после выдерживания в течение 24 часов при температуре 25°C ±3°C, полимера красного цвета — формазина в концентрации 4000 ЕМФ.
Формазин практически не токсичен.

## В сериале «Звёздный путь»
Фиктивное вещество под названием «формазин» (англ. formazine) используется как психостимулятор в сериале «Звёздный путь».